# Мюдри
Мюдри (азерб. Müdri) — селение в Исмаиллинском районе Азербайджана.

## География
Селение расположено на возвышенности Кякель.

## Название
«Кавказский календарь» на 1856 год приводит название селения буквами местного языка (ﻣﺪﺮﯽ). В дореволюционной русской литературе можно встретить разные наименования: «Мудры», «Мудри», «Мюдры», «Мюдри». Один источник второй половины XIX века даёт аж два написания: «Мудри (Мюдри)».
По азербайджанской латинице 1920—1930-х годов оно писалось как «Mydry», по азербайджанской кириллице — как Мүдри.

## История
В начале XIX века Ширванское ханство вошло в состав Российской империи. На его территории была образована Ширванская провинция. Среди магалов этой провинции был Лагичский магал, куда входил Мюдри.
Некоторые сведения о Мюдри имеются в «Описание Ширванской провинции», составленном в 1820 году. В нём сообщается о наличии 10 семей, платящих подать и о том, что не платящими были 2 муллы и 1 кевха. Управлялась деревня магальным беком, меликом Таиром.
Селение относилось к Лагичскому магалу и во время существования Шемахинской губернии (1846—1859). После перенесения губернских учреждений в Баку губернию переименовали в Бакинскую. Начиная с этого времени и до первых десятилетий XX века селение относилось к Шемахинскому, а затем к Геокчайскому уездам данной губернии.
Это была казённая деревня. В конце XIX века она вместе с Химран и Ваша составляли Химранское сельское общество. В начале же XX века Мюдри и ещё 10 других населённых пунктов принадлежали теперь уже к Джулъянскому 1-му обществу.
После образования Азербайджанской ССР уездная система сохранилась. В последующем её заменили на окружную, а затем на районную систему. После образования Исмаиллинского района Мюдри стал частью Джульянского сельского Совета (сельсовета). В 1960—1970-х годах Мюдри и 7 других населённых пунктов (Ваша, Мюдреса, Наныдж, Пираганым, Джульян, Дахар, Мулух) были частью Мюдринского сельского совета (сельсовета) того же района.

## Население
На протяжении второй половины XIX — начала XX веков жители селения фиксировались либо как азербайджанцы, либо как таты. Также они упоминались как сунниты.

### XIX век
В «Описание Ширванской провинции», составленном в 1820 году, Мюдри упоминается как «татарское селение» (азербайджанское селение). Согласно «Кавказскому календарю» на 1856 год Мюдри населяли «татары-мухаммедане» (азербайджанцы-мусульмане).
По данным списков населённых мест Бакинской губернии от 1870 года, составленных по сведениям камерального описания губернии с 1859 по 1864 год, в Мюдри имелось 34 двора и 266 жителей (150 мужчин и 116 женщин), являвшихся татами-суннитами. По сведениям 1873 года, опубликованным в изданном в 1879 году под редакцией Н. К. Зейдлица «Сборнике сведений о Кавказе», в Мюдри было уже 37 дворов и 369 жителей (212 мужчин и 157 женщин), также таты-сунниты.
Материалы посемейных списков на 1886 год сообщают, что здесь проживало 459 человек (241 мужчина и 218 женщин; 37 дымов) и все таты-сунниты, а среди этих жителей было 441 крестьянин на казённой земле (234 мужчины и 207 женщин; 36 дымов) и 18 представителей суннитского духовенства (7 мужчин и 11 женщин).

### XX век
В «Кавказском календаре» на 1910 год сказано, что численность населения Мюдри за 1908 год составляло 510 человек, преимущественно «татары» (азербайджанцы). По сведениям Списка населённых мест, относящегося к Бакинской губернии и изданного Бакинским губернским статистическим комитетом в 1911 году, Мюдри населял уже 501 житель (255 мужчин и 246 женщин; 37 дымов), также указанных как «татары» (азербайджанцы), причём все они являлись поселянами на казённой земле. В этих же сведениях говорится, что 5 мужчин имели грамотность на местном языке.
Очередной «Кавказский календарь» на 1915 год фиксирует здесь 517 жителей, но теперь указанных как таты.
В 1928 году обследованием татов занимался советский иранист Б. В. Миллер. На основе сведений, полученных в Шемахе от лагичцев, он привёл перечень татских селений Шемахинского и Геокчайского районов. В их числе значилась Мюдри, которую Б. В. Миллер записал латиницей как Mydry (Mɵdrɵ).
По материалам издания «Административное деление АССР», подготовленного в 1933 году Управлением народно-хозяйственным учётом АССР (АзНХУ), по состоянию на 1 января 1933 года в Мюдри было 387 человек коренного населения (то есть приписанного к данному селу), среди которых 209 мужчин и 178 женщин. В этих же материалах сказано, что весь сельсовет, к которому принадлежал Мюдри, на 97,5 % состоял из «тюрок» (азербайджанцев).

## Язык
Согласно «Кавказскому календарю» на 1856 год жители Мюдри разговаривали между собой «на испорченном фарсийском и татарском» (то есть на татском и азербайджанском) языках.
До революции татским языком занимался русский этнограф и языковед, академик В. Ф. Миллер. Он работал с учеником Бакинского технического училища, уроженцем Лагича — Агабалой Джанбахшевым. По показаниям последнего в Мюдри слышался тот же говор, что в Лагиче и других селениях Шемахинского (Аган, Химран, Намазджа, Гарсала) и Геокчайского (Джандуо, Дуворьюн, Чандувор, Даребабо, Быгыр, Улджудж, Воша, Джулиан и др.) уездов.